# جامعة الكفيل
جامعة الكفيل (كلية الدراسات الإنسانية الجامعة وكلية الكفيل الجامعة سابقا) هي جامعة عراقية خاصة تأسست عام 2005 وتقع في محافظة النجف، جمهورية العراق، وتملكها العتبة العباسية.

## نبذة تعريفية

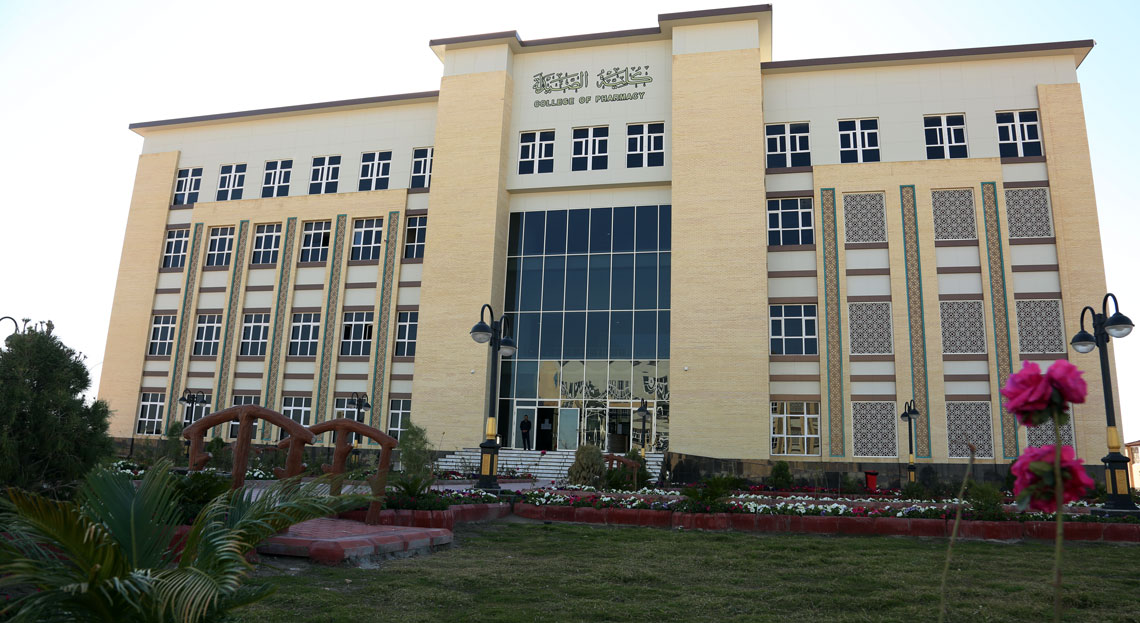
مبنى جامعة الكفيل.

أسست بتاريخ 1/10 /2003 م من قبل مؤسسة النجف الخيرية، وقد أجيزت بموجب أمر وزارة التعليم العالي والبحث العلمي المرقم 187 في 1/2/2005، وبموجبه فإن الجامعة تمنح شهادة البكالوريوس على وفق الضوابط الوزارية، ولخريجيها الحق بمواصلة دراستهم العليا في العراق وخارجه، ولهم إشغال ما تؤهلهم له شهاداتهم الجامعية الأولية، انضم للجامعة (7482) طالباً وتخرج منها (3736) طالباً لغاية العام الدراسي 2017 - 2018.

## الاتفاقيات العلمية

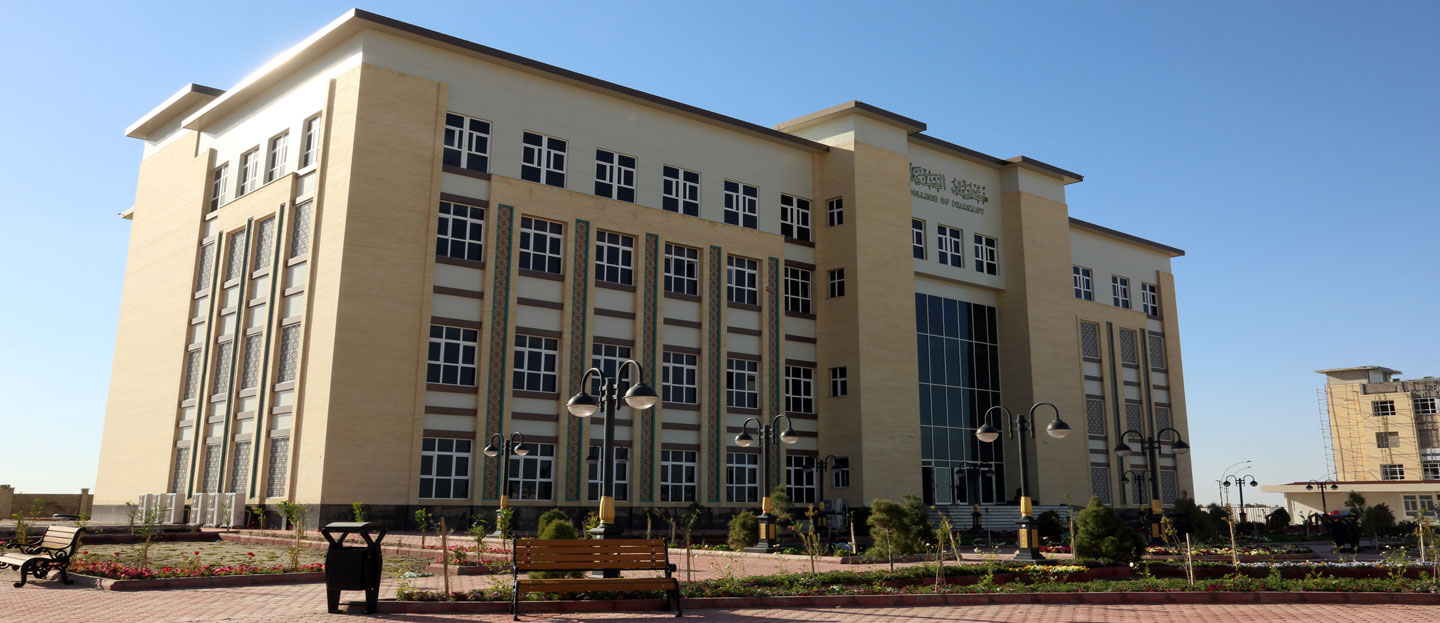
مبنى جامعة الكفيل.

### اتفاقية توأمة مع جامعة نورثهامتون البريطانية
وقعت الجامعة اتفاقية علمية (توأمة) من نوع (2+ 2) مع جامعة نورثهامتون البريطانية، وتنص الاتفاقية على أن طلبة قسم هندسة تقنيات الحاسوب وبعد إكمالهم للمرحلتين الأولى والثانية بإمكانهم إكمال الدراسة للمرحلتين الثانية والثالثة في جامعة نورثهامتون ويمنح الطالب بعدها شهادة بكالوريوس هندسة في أنظمة الحاسوب من جامعة نورثهامتون، فضلاً عن الإشراف المشترك على البحوث، وتبادل الخبرات، وتنظيم الشراكة والتعاون الأكاديمي، والدورات التدريبية في مجالات معينة كاللغة الإنكليزية ومهارات الحاسوب؛ لتطوير الملاك الأكاديمي والموظفين في الجامعة، وتطوير المناهج الدراسية، وتأسيس طريق تنموي تعاوني طويل الأمد ذي فائدة مشتركة، وجامعة نورثهامتون من الجامعات العالمية المعروفة ومعترف بها من وزارة التعليم العالي والبحث العلمي العراقية.

### اتفاقية تعاون مع الجامعة الإسلامية في لبنان
وقعت الجامعة مع الجامعة الإسلامية في لبنان مذكرة تفاهم لتوثيق أواصر التعاون بينهما، لما فيه من خدمة للتعليم العالي الجامعي وبما يرفع من المستوى الاكاديمي والعلمي في مختلف الاختصاصات العلمية، وتتضمن المذكرة ما يأتي:
- التوافق على قبول طلبة الجامعة في الجامعة الإسلامية على وفق نظام يوضع لهذا الغرض.
- تقديم تخفيض في الأجور لطلبة الجامعة تسهم في تشجيعهم على اختيار الجامعة الإسلامية.
- تبادل المناهج الدراسية لكليات الجامعة الإسلامية مع الأقسام المناظرة لها في الجامعة.
- تبادل الخبرات من خلال استضافة أساتذة زائرين في الدراسات الأولية والعليا.
- إقامة الندوات المشتركة في الاختصاصات المتطابقة في الجامعة الإسلامية والجامعة.
- إقامة مؤتمر علمي مشترك على أن يكون في لبنان أو العراق.
- تبادل الإصدارات والمجلات العلمية بين الطرفين.
- التشجيع على البحث العلمي المشترك بين الأساتذة من الطرفين.
- تسهيل نشر البحوث في المجلات العلمية التابعة للطرفين كليهما.
- استضافة طلبة الجامعة في الجامعة الإسلامية لتعريفهم على برامج الجامعة ومناهجها.[5]

### اتفاقية تعاون مع كلية الخليج في سلطنة عمان
وقعت الجامعة اتفاقية تعاون مع كلية الخليج في سلطنة عمان لإنشاء مركز بناء القدرات التدريسية الجامعية، يهدف إلى إيجاد جيل من أعضاء هيئة التدريس والقيادات الجامعية يقوم بتطوير العملية التعليمية بجامعة الكفيل ومؤسسات التعليم العالي العراقية، من خلال برامج حديثة لبناء قدرات العاملين في قطاع التدريس في مؤسسات التعليم العالي، الأمر الذي سيؤدي إلى إيجاد جيل من الطلبة المؤهلين القادرين على دفع مسيرة التقدم والتنمية بالمجتمع والتغلب على مشكلاته من خلال التطوير المستمر لنظام التدريس الجامعي، ووضع الخطط لتحسين العملية التعليمية ومراقبتها ومتابعتها؛ لضمان الأداء المثمر والمتميز لمؤسسات التعليم العالي، من خلال استخدام التكنولوجيا وتنمية المهارات المعرفية والبحثية الصلبة والمهارات اللينة غير الملموسة، وسيتم اعتماد المركز من قبل المجلس الدولي للمدربين المعتمدين IBCD وبعض المراكز العالمية الأخرى.

### مذكّرة تفاهم واتفاقية تعاون مع جامعة فردوسي في مشهد - إيران
وقعت الجامعة مذكرة تفاهم واتفاقية ثنائية مع جامعة فردوسي في مشهد - إيران للتعاون العلمي والثقافي لتطوير الجوانب العلمية والأكاديمية والثقافية وإمكانيات الطلبة بإكمال دراستهم لنيل شهادة (الماجستير والدكتوراه)، وأن تقوم جامعة فردوسي بتأسيس مركز لتعليم اللغة الفارسية (التوفل) في مدينة النجف بالتعاون مع جامعة الكفيل، وتم ذلك بعد زيارة وفد جامعة فردوسي إلى الجامعة ابتداءً وبعدها زيارة وفد من الجامعة إلى جامعة فردوسي في مشهد لإتمام الاتفاقية.
بالإضافة إلى توقيع اتفاقية لفتح مركز حصري لتعليم اللغة الفارسية في جامعة الكفيل، على أن يكون المركز الوحيد المخول للتعليم وفتح المراكز في محافظات العراق، مع التزام مركز فردوسي بإرسال أساتذة أكفاء، وكذلك تم توقيع مذكرة تفاهم للتعاون المشترك في مجالات علمية وثقافية وتدريسية مختلفة، ومنح 20 % خصم للطلبة العراقيين المرشحين من قبل الجامعة للقبول في الدراسات العليا في جامعة فردوسي في مشهد.

## الأقسام
تتضمن 8 أقسام:
- كلية الطب البشري
- كلية طب الأسنان
- كلية الصيدلة
- كلية التقنيات الطبية والصحية / قسم تقنيات التحليلات المرضية
- كلية الهندسة التقنية / قسم هندسة تقنيات الحاسوب
- كلية القانون
- قسم الشريعة
- قسم الإعلام
- قسم السياحة الدينية